# Източен писклив чухал
Източният писклив чухал (Megascops asio) е вид птица от семейство Совови (Strigidae).

## Разпространение и местообитание
Разпространен е в Канада, Мексико и САЩ.